# Iniesta (Conca)
Iniesta és un municipi de la província de Conca, a la comunitat autònoma de Castella la Manxa, que està situat a la zona sud-oest de la província, a 105 km de la ciutat de Conca. Limita al nord amb Castillejo de Iniesta i Graja de Iniesta, a l'est amb Villalpardo, Villarta i El Herrumblar, al sud amb Villamalea i Ledaña i a l'oest amb Villanueva de la Jara i El Peral, tots ells municipis de la província de Conca, a excepció de Villamalea, pertanyent a la província d'Albacete.
En el cens de 2005, Iniesta tenia 4412 habitants en una superfície de 232,30 km², una de les més grans extensions de terreny de tota la província. Dins els seus termes s'inclouen les pedanies d’Alcahozo i de Casas de Juan Fernández i els paratges de Consolación i de Vadocañas. Pertany al partit judicial de Motilla del Palancar. El terme municipal d'Iniesta és bàsicament una planícia, com correspon a l'orografia manxega, tot i que hi ha certes elevacions del terreny que li confereixen personalitat pròpia.